# Yibbi Jansen
Yibbi Jansen (Bolduque, 18 de noviembre de 1999) es una jugadora neerlandesa de hockey sobre césped.

## Trayectoria
Jansen debutó con la selección de Países Bajos contra Estados Unidos en 2018. Tuvo su primera participación olímpica en París 2024. En el torneo derrotó a Argentina en semifinales, venció a China en la final y terminó como goleadora del torneo.
En 2024 fue elegida mejor jugadora del mundo.

## Palmarés
| Título           | Equipo                    | País                  | Año  |
| ---------------- | ------------------------- | --------------------- | ---- |
| Juegos Olímpicos | Selección de Países Bajos | Francia               | 2024 |
| Mundial          | Selección de Países Bajos | España y Países Bajos | 2022 |
| Champions Trophy | Selección de Países Bajos | China                 | 2018 |